# Campagne d'Apure
Batailles
m
- La Gamarra
- Las Queseras del Medio

La campagne d'Apure est une campagne militaire de la guerre d'indépendance du Venezuela.

## Contexte
L'échec de Simón Bolívar durant la campagne du Centre pousse Pablo Morillo à forcer son avantage et à attaquer les républicains dans leur base arrière des llanos de l'Apure.

## Déroulement
La campagne débute par l'offensive de Pablo Morillo dans la région du río Apure par laquelle il espère détruire l'importante base des patriotes. Face à la poussée de Morillo les patriotes batte en retraite derrière le río Arauca d'abord, puis l'Orénoque et s’arrête à Cunaviche.
Les espagnols vainquent les vénézuéliens durant la bataille de La Gamarra, mais après la victoire républicaine lors de la bataille de Las Queseras del Medio Morillo doit se replier, poursuivi par Bolívar. Morillo se retire dans sa base de Calabozo pour passer la saison des pluies.

## Conséquences
La campagne d'Apure est un échec tactique pour les espagnols car non seulement les républicains ne sont pas vaincus, mais tandis que Morillo se retire à Calabozo, pensant que la saison des pluies empêchera tout mouvement de Bolívar, celui-ci décide de porter la guerre en Nouvelle-Grenade.